# Anastasi de Lleida
|  | Per a altres significats, vegeu «Anastasi». |

Anastasi de Lleida   (Lleida, c. 263 - 11 de maig de 305) o de Badalona va ser, segons la tradició, un soldat de les legions romanes nascut a Lleida vers l'any 263 en el si d'una família pagana, esdevingut cristià i poc després martiritzat a Badalona durant la persecució de Dioclecià, datant-se la seva mort l'11 de maig del 305.
Segons la llegenda, Anastasi va entrar a les legions i arribà a ser guàrdia personal del mateix Dioclecià. Eventualment es va convertir al cristianisme, commogut per la fe del cristians durant la persecució. Perseguit juntament amb uns altres 73 companys seus, va ser finalment capturat i dut a Badalona, on va morir martiritzat. La seva existència i historicitat s'ha posat en dubte, i es creu que fou un sant inventat al segle xv, potser per desdoblament amb Anastasi de Pèrsia. Tanmateix,de 1627 ençà a Lleida, i de 1672 ençà a Badalona, és sant patró i copatró d'aquestes dues poblacions, respectivament.
La seva festa no havia tingut un dia concret establert, fins que s'establí el 9 de maig, i després al segle xviii l'11 de maig. Aquesta data és el dia en què se celebren les festes majors a les dues ciutats que el tenen per patró. Iconogràficament és representat com un soldat romà, amb una espasa a la mà i una palma com a símbol del martiri i d'ésser seguidor de Crist.

## Hagiografia
Totes les obres de sants i martirologis coincideixen a atribuir l'antiga Ilerda, actual Lleida, com a indret de naixença d'Anastasi. A grans trets la llegenda de sant Anastasi conta que visqué i fou soldat de les legions romanes en l'època Dioclecià. Més concretament es diu que va néixer vers l'any 263. De pares pagans, hauria fet carrera militar a Roma, i que arribà al grau de centurió i que fou guàrdia personal de Dioclecià. Segons alguns autors, hauria estat familiar del propi emperador i, després d'ascendir a la milícia romana i de promulgar-se l'edicte de persecució als cristians, es commogué d'aquella fe i es declarà cristià i defensor de la fe, i malgrat els esforços per fer-lo renegar de la seva nova religió no ho aconseguiren. Els seus companys legionaris, també es convertiren al cristianisme. Els autors li atorguen també bones atribucions com la virtut, la bonesa, així ho recull Joan Amades, que diu que Anastasi tingué gran influència en els seus companys gràcies a les seves virtuts, i tots es convertiren per seguir-lo. Perseguits ell i els altres soldats pel governador de la província, Dacià, va fugir, però en tornar, els van dur de Lleida a Tarragona, després a Saragossa i finalment a Barcelona i a Baetulo, és a dir a Badalona, on morí màrtir juntament amb els 63 o 73 companys seus.
Situar una data concreta del seu naixement, i especialment la de la seva mort, que mai va ser conegut en no ser una llegenda antiga, va acabar per esdevenir una atribució que variava segons l'autor, així alguns deixaven sense indicar un dia concret del calendari i el posaven sols en un mes, per exemple hi ha el cas en què aparèixer en el mes de desembre, per tal d'incloure'l en el Santoral.
Segons Enrique Flórez, les referències més antigues al relat hagiogràfic d'Anastasi i els seus companys d'armes són del Segle XV. Diu que la primera referència fou la d'un mapamundi espiritual realitzat el 1450 pel bisbe de Châlons-en-Champagne, Jean Germain. Posteriorment seria reproduït en les Taules de Ptolemeu, impreses a la ciutat d'Ulm el 1486, i en el martirologi de Francesco Maurolico, imprès a Venècia el 1568. En línies generals, amb alguns matisos i petites diferències a causa d'errors o de causa desconeguda, aquestes obres mantenen el relat hagiogràfic d'Anastasi sense canvis, tret de les confusions que hi ha entre els autors en situar el seu martiri a Badalona o a Barcelona.
A Catalunya, el primer a esmentar-lo és l'humanista Jeroni Pau, el 1491, que fa alguns canvis biogràfics, i tanmateix no esmenta les seves fonts, probablement les anteriors esmentades. A partir d'aquesta data, els autors que en parlen són diversos: Antoni Vicenç Domènec ho feu en la seva Historia general de los santos y varones ilustres en santidad del principado de Cataluña, en la seva edició de 1602: «El bienaventurado San Anastasio fue Catalán de nación […] y natural de la ciudad de Lérida». De finals de segle xvii és l'esment de Joan Gaspar Roig al Llibre de feyts d'armes de Catalunya (1673-1675) on es reprodueix més o menys la mateixa història. Flórez esmenta altres autors que la inclogueren en les seves obres com Jeroni Pujades i Felipe Ferrario, el darrer no obstant això erra a l'hora de situar el seu martiri també a la ciutat de Lleida i, a més, estableix la festivitat el 23 de gener sense cap mena de fonament en altres obres hagiogràfiques, citant simplement l'obra de Maurolico i les taules eclesiàstiques lleidatanes. Però Flórez, que tenia a les seves mans el breviari i el calendari de la seu de Lleida, diu que no apareixen ni sant Anastasi ni els seus companys, de fet segons Jean Bolland, Ferrario volia dir que la resposta correcta es trobaria en la documentació de la ciutat de Lleida. Així mateix, tampoc a l'obra de Maurolico hi apareix esment, tot i la inclusió del mapamundi de Jean Germain.
Amb el pas dels anys, la llegenda s'assentà i, més tard, fou recollida per Joan Amades al seu costumari. Així mateix, l'existència d'aquest sant ha estat posada en dubte posteriorment, un dels primers autors a fer-ho va ser el religiós badaloní Gaietà Soler i Perejoan a través d'un estudi històric.

### Miracles
A Anastasi se li han atribuït diversos miracles. Un d'ells a Lleida, quan encara era amb vida, el sant i els seus companys fugint de les legions romanes, assedegats s'aturaren a un pou per treure aigua, però no tenia corda. Anastasi implorà l'ajuda de Déu i l'aigua va començar a brollar per sobre del brocal, ran d'això ell i els seus companys, amb coratge renovat, van entrar novament a Lleida on breument però amb intensitat realitzarien una evangelització.
A Badalona, el 1885 hi hagué una epidèmia de còlera. Els veïns del carrer del Pinzell va resar al sant perquè cap resultés mort. La supervivència de tots ells tret d'un, mort per altres causes alienes a l'epidèmia, va portar a la creença d'un miracle de sant Anastasi, i l'antic carrer va ser rebatejar com carrer de Sant Anastasi. Una altra llegenda es diu que va passar a partir de 1896, després d'unes excavacions als terrenys dels marquesos de Barberà van posar al descobert un forat amb ossos al fons, la llegenda a grans trets és com la descriu Joan Amades: «uns enderrocs de la vella presó de sant Anastasi, damunt dels quals va néixer un ametller, que era el més gos i gemat de tota aquella contrada i el que primer floria». Aquest ametller és esmentat pel cronista Josep Soler i Barriga com un arbre miraculós pel color estrany dels seus fruits: «[...][Anastasi i els seus companys] fueron enterrados dentro del Grande Cerco de la casa ilustre del Sr. Marqués de Pinós, entonces Marqués de Barbará [...]: se funda dicha presunción en que dentro de dicho cerco había un almendro que daba frutos con la siguiente particularidad: toda concavidad ó parte interior de la cáscara en que está encerrada la almendra estaba teñida de color de sangre, de manera que muchos de los naturales que hoy viven, se acuerdan de haber visto dicho almendro y haber cogido de sus frutos con dicha extrañeza. [...]».

## Culte
Malgrat la falsedat de sant Anastasi, tant a Lleida com a Badalona es van dur a terme processos de reconeixement i finalment va ser nomenat patró a ambdues poblacions. De fet, a Lleida la veneració es remuntava al 1578, any en què el Consell general de la Paeria aprova el seu culte a proposta del bisbe Antoni Agustí el 1571, tanmateix no tingué caràcter oficial fins al 1618, de fet la lectura solemne del vot de la ciutat per nomenar-lo sant protector per part els paers no es feu fins al 9 de maig del 1627, a la Seu Vella de Lleida.
A Badalona, en canvi, la proposta de realitzar celebracions en honor de sant Anastasi va ser de la Confraria de Sant Anastasi. Aquesta entitat de caràcter religiós fou fundada el 24 d'abril de 1671. No obstant això, sembla que a la vila les festes en honor del sant se celebraven almenys des de 1635.
No fou fins al 6 de maig de 1672 quan el bisbe de Barcelona va decretar que fos festa preceptiva a la vila a tots efectes, malgrat que d'antuvi el va confondre amb Anastasi de Pèrsia, i establí el dia 22 de gener, després esmenat pel 9 de maig. L'eufòria va portar que l'any primer de celebració, el consistori acordés declarar sant Anastasi copatró de Badalona, juntament amb la Mare de Déu d'Agost. La data festiva no es traslladà a l'11 de maig fins a finals del Segle XVIII.
Les ciutats, de fet, van esmerçar-se a trobar evidència i proves de  l'existència del sant. El lleidatà Jordi Curcó explica: «la tradició ens assenyala, fins i tot, l'indret del seu bressol [...]», en referència a la Casa Prous, al núm. 22 de l'antic carrer de la Bruneteria (avui  Magdalena), on suposadament hauria nascut el sant i on, curiosament, es trobaren les restes d'una antiga casa romana. Mentre que a Badalona, com a lloc del martiri, segons explica Joan Amades, s'havien conservat «uns enderrocs de la vella presó [...]». De fet, existeix  l'anomenat «Pou de Sant Anastasi», que no és sinó un antic conducte d'aigües de l'època romana. La denominació d'aquest indret prové de l'any 1896, quan es van dur a terme les excavacions als terrenys de la Torre Vella, dels marquesos de Barberà, al carrer d'en Fluvià. Al fons del forat va aparèixer una mena de fangar amb presència d'ossos i a les parets hi havia anelles de subjecció, però sense cadenes. Hi entraren un seguit de persones, entre elles el rector, i segons escriu Josep Maria Cuyàs, quan sortiren duien «una cajita de madera con huesos bastante calcinados, cenizas y tierra mezclados» sense cap altre element que pogués caracteritzar les restes del sant o dels seus companys. Amb l'incendi de Santa Maria de Badalona el 1936, l'administrador de la Confraria de Sant Anastasi, Jaume Ribó, s'endugué les relíquies i les guardà fins després de la Guerra Civil. Segons la mateixa confraria, actualment només dos administradors saben on són els ossos.

## Festivitats

### A Lleida
És la Festa Major de la ciutat, en la qual s'hi realitzen tot un seguit d'actes tradicionals en els dies al voltant de l'11 de maig que tenen una gran participació i un ampli espectre d'activitats més enllà de les purament religioses.
El dia del patró està marcat per una ofrena floral, després es fa un ofici solemne amb els gegants de la ciutat participant també. Mentre que tot un seguit de persones, entitats i elements del seguici popular: macers, pubilles, heralds, la Banda Municipal, lo Marraco, gegants, capgrossos, diables, bastoners, cases regionals, protagonitzen la desfilada. A la catedral, el bisbe oficia una missa en honor del sant i després una processó on participen moltes entitats de la ciutat i es canten també els goigs a Sant Anastasi, fins a arribar a la plaça de Sant Joan on es realitzen balls i ofrenes.

### A Badalona
Tot i que les Festa Major de Badalona és la Mare de Déu d'Agost, el dia 11 de maig és un dels dies claus en el marc de les Festes de Maig, festivitats que han guanyat moltíssima més importància que les festes d'agost. Durant tot el mes de maig es realitzen tot una sèrie d'actes, trobades i fires que atrauen molta participació d'entitats i de la ciutadania. L'acte central és Cremada del Dimoni, el dia de la vigília de Sant Anastasi, la nit del 10 de maig es realitzen actes com l'Acte Sacramental on Sant Anastasi lluita contra els dimonis, vencent-los, tot seguit comencen els focs artificials i es crema al dimoni. Semblant a Lleida, a Badalona el dia 11 es fa un ofici solemne, una processó, entre altres elements de caràcter més religiós.
L'any 2001, la confraria inicià una gran recuperació de les tradicions d'època moderna, com ara: l'ofici solemne amb la Missa de Sant Josep del compositor badaloní Salvador Valls Franch a càrrec de la Societat Coral La Badalonense, la passada del sant, el ball de la bandera de Sant Anastasi i l'edició de goigs, els quals són interpretats per l'Orfeó Badaloní en la clausura del dia del sant a l'església de Santa Maria. A partir de l'any 2017 el Cant dels Goigs està a càrrec de la Societat Coral La Badalonense amb el seu director Juan Carlos Marquez Carrillo. Així mateix foren restaurats tant l'altar dedicat a Sant Anastasi al temple, i les tres imatges que es conserven i surten en les passades pels carrers.

## Iconografia
Se'l representa vestit com un soldat romà portant una espasa i una palma (que simbolitza el seu martiri) o bé una creu (que simbolitza la seva condició de cristià).
- Relleu atribuït Joan Adan, segle xviii (Museu de Lleida)
- Imatge i altar obra de Claudi Rius (1953) a l'església de Santa Maria de Badalona.[22]
- Imatge a la capella de sant Anastasi de la Catedral Nova de Lleida.